# Polaco (образа)
Польський (ісп. polaco) - це прізвисько, що використовується в Іспанії для позначення каталонців або їхньої мови. Він має досить зневажливий відтінок і пережив значний бум у середині ХХ століття, особливо під час режиму Франко, з боку фалангістів, військових чи іспанських націоналістів. В даний час воно рідко використовується в розмовній мові, і в будь-якому випадку це неполіткоректне прикметник, що може бути витлумачено як образу.